# Чабука Махарадзе
Чабука Махарадзе (груз. ჩაბუკა მახარაძე) — грузинський спортсмен, майстер шотокан карате, багаторазовий чемпіон світу та Європи, володар понад 100 медалей міжнародних змагань. Старший інструктор Конфедерації шотокан карате Грузії, володар чорного поясу 5 дана, сертифікований міжнародний суддя, інструктор та екзаменатор.

## Біографія
Чабука Махарадзе розпочав займатися карате у 1990-х роках у Тбілісі під керівництвом тренера Зураба Лежави. З 1998 року бере участь у міжнародних змаганнях, здобувши понад 100 медалей різного ґатунку.

## Спортивна кар'єра

### Основні досягнення
- 2015: Срібна медаль в індивідуальному каті на чемпіонаті світу в Токіо та чотири медалі на чемпіонаті Європи в Києві: золото в індивідуальному каті, бронза в індивідуальному куміте та дві бронзи в командному каті.
- 2019: Дві золоті медалі на Міжнародному чемпіонаті з карате в Києві. Також здобув срібну медаль в індивідуальному каті на турнірі в Щецині, Польща.
- 2021: Бронзова медаль в індивідуальному куміте (+80 кг) на чемпіонаті світу в Зренянин, Сербія.Georgia Today
- 2022: Дві золоті медалі на чемпіонаті світу в Токіо в індивідуальному каті та куміте, що принесло йому четвертий титул чемпіона світу. Також здобув золоту та срібну медалі на чемпіонаті Європи в Клуж-Напока, Румунія.
- 2023: Бронзова медаль в індивідуальному каті на чемпіонаті Європи в Антібі, Франція, та золота медаль у командному куміте разом з грузинською збірною.

- 2024: Срібна медаль в абсолютній категорії куміте на міжнародному турнірі "Black Belt Cup" у Лекко, Італія.Georgia Today

## Інструкторська діяльність
Махарадзе є старшим інструктором Конфедерації шотокан карате Грузії. Він активно займається підготовкою молодих спортсменів, проводить міжнародні семінари та тренінги, а також є сертифікованим суддею та екзаменатором міжнародного рівня

## Визнання
Чабука Махарадзе є однією з найвпливовіших фігур у світі шотокан карате. Його внесок у розвиток спорту в Грузії та на міжнародному рівні відзначається численними нагородами та визнанням у спортивному середовищі.